# Bebi Romeo
Bebi Romeo, właśc. Virdy Megananda (ur. 6 września 1974 w Dżakarcie) – indonezyjski artysta muzyczny. Swoją karierę rozpoczął w połowie lat 90. jako wokalista grupy Bima. W 1996 r. zespół wydał swój jedyny album studyjny pt. Sebuah Awal, na którym pojawił się singiel „Dua Hati”. Szerszą rozpoznawalność zyskał po założeniu zespołu Romeo w 1998 r. Skomponował utwór „Bunga Terakhir”, będący przebojem grupy, a jako wokalista zespołu nagrał cztery albumy studyjne.
Jest autorem utworów wykonywanych przez wielu indonezyjskich artystów, takich jak Krisdayanti, Ari Lasso, Chrisye, Rita Effendy, Reza Artamevia czy Afgansyah Reza. W 2000 r. został laureatem Anugerah Musik Indonesia (AMI) za sprawą utworu „Mencintaimu” (wykonanie: Krisdayanti). Zasiadał w jury pierwszego sezonu X Factor Indonesia.

## Życie prywatne
W 2004 r. ożenił się z Meisyą Siregar, z którą ma trójkę dzieci.

## Dyskografia
Jako wokalista zespołu Bima
- Sebuah Awal (1996)

Jako wokalista zespołu Romeo
- Romeo (1998)
- Bunga Terakhir (1999)
- Wanita (2002)
- Lelaki Untukmu (2006)

Jako kompozytor i artysta solowy
- The Singer-Songwriter (2005)
- Bebi Romeo Various Artist (2011)
- Bebi Romeo Mega Hits (2012)
- Bebi Romeo Masterpiece (2012)